# (4137) Crabtree
(4137) Crabtree es un asteroide perteneciente al cinturón de asteroides, descubierto el 24 de noviembre de 1970 por Luboš Kohoutek desde el Observatorio de Hamburgo-Bergedorf, Hamburgo, Alemania.

## Designación y nombre
Designado provisionalmente como 1970 WC. Fue nombrado Crabtree en honor al astrónomo inglés William Crabtree uno de los primeros en observar el tránsito de Venus.